# 首都高速6號向島線

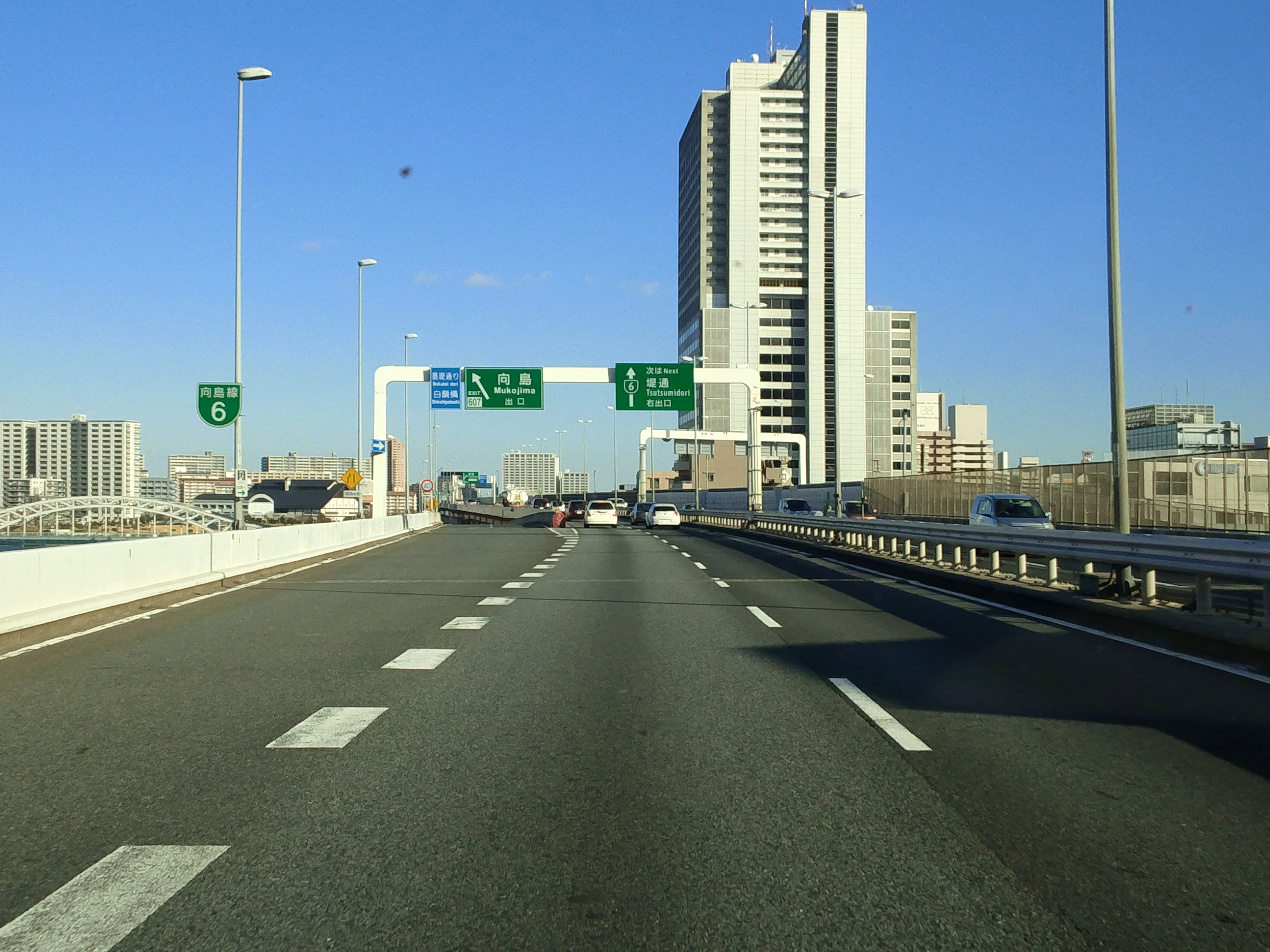
首都高速6號向島線（向島出口附近）

首都高速6號向島線（日语：／ Shuto kōsoku 6 gō Mukōjima sen */?）是日本東京都中央區江戶橋系統交流道至同都葛飾區堀切系統交流道的首都高速道路路線。

## 概要

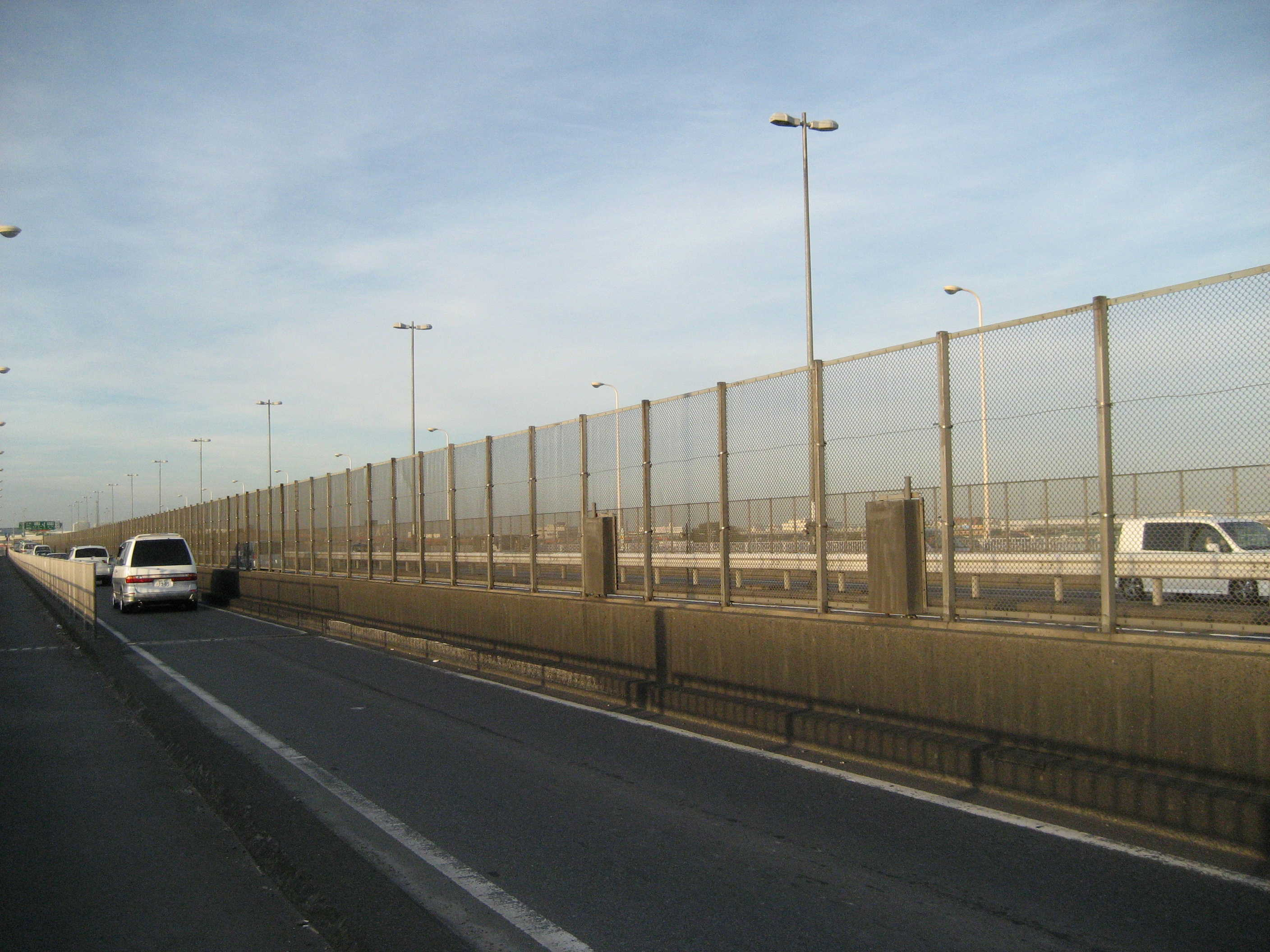
高速六號向島線路圖

6號向島線不僅與5號池袋線同為S1川口線（東北自動車道）方向、中央環狀線方向來往都心的路線之一，也連結了6號三鄉線（常磐自動車道）方向、7號小松川線（京葉道路）方向。
路線從江戶橋系統交流道與都心環狀線分出後，沿著日本橋川往東南再沿著箱崎川跡往東北前進。此區間有連結多出入口的循環車道（箱崎圓環）、結合東京城市航空總站的箱崎系統交流道，構造非常複雜。再往前是跨越隅田川的兩國大橋，其構造包含了連結7號小松川線的兩國系統交流道。7號線無法直通向島出入口方向，因此需要利用箱崎系統交流道的循環車道。接著道路沿著隅田川東岸前進。該區段興建時採用與河川護岸工程同時施工的沉箱工法，橋墩與護岸為一體構造。至向島出入口為止是1971年開通的第一期區間。再往前是1982年開通的第二期區間，通過白鬚東防災據點用地後，從新荒川橋跨過荒川至堀切系統交流道連接中央環狀線。
全線採高架構造，路線多建於河川與箱崎川公有水面填埋地上，因此鮮少徵收民有地。而針對箱崎川沿岸的駁船業者與倉庫業者，政府改提供他處土地做為替代，並也對部分停止營業的倉庫業者進行補償。向島地區原有東京大學與一橋大學的划船部艇庫，之後東大遷往埼玉縣戶田市，一橋大移至神奈川縣相模湖。吾妻橋朝日啤酒倉庫與向島倉庫業者、堤通东京都下水道局墨田抽水站則取得區分地上權。
6號向島線由於連結東京都心部與東北自動車道、常磐自動車道、京葉道路方向，交通量大，堵塞嚴重。特別是兩國系統交流道，本路線與7號小松川線的上行線因車道縮減導致堵塞。不過隨著中央環狀線開通、箱崎系統交流道改良、東京外環自動車道千葉區間開通後，堵塞頻率已大幅減少。
每年7月舉行「隅田川花火大會」時，會場附近的兩國系統交流道 - 堤通入口、堀切系統交流道間禁止通行。

## 出入口
全線都位於日本東京都內。
| 出入口編號 | 中文設施名 | 日文設施名 | 英文設施名             | 接續路線名             | 起點起計（公里） | 備註                                      | 所在地 |
| ---------- | ---------- | ---------- | ---------------------- | ---------------------- | ---------------- | ----------------------------------------- | ------ |
| -          | 江戶橋JCT  |            |                        | 首都高速都心環狀線     | 0.0              |                                           | 中央區 |
| 602/601    | 箱崎出入口 |            |                        |                        | 0.8 0.9          | 東京城市航站樓 濱町入口為ETC專用 箱崎環島 | 中央區 |
| -          | 箱崎JCT    |            |                        | 首都高速9號深川線      | 0.8 0.9          | 東京城市航站樓 濱町入口為ETC專用 箱崎環島 | 中央區 |
| -          | 箱崎PA     |            |                        | -                      | 0.8 0.9          | 東京城市航站樓 濱町入口為ETC專用 箱崎環島 | 中央區 |
| 604        | 濱町出入口 |            |                        |                        | 0.8 0.9          | 東京城市航站樓 濱町入口為ETC專用 箱崎環島 | 中央區 |
| 603        | 清洲橋出口 |            |                        | 清洲橋通               | 0.8 0.9          | 東京城市航站樓 濱町入口為ETC專用 箱崎環島 | 中央區 |
| -          | 兩國JCT    |            |                        | 首都高速7號小松川線    | 2.1              |                                           | 墨田區 |
| 605        | 駒形出入口 |            |                        |                        | 4.0              | 銀座、新宿方向出入口                      | 墨田區 |
| -          | 駒形PA     |            |                        | -                      |                  | 銀座、新宿方向                            | 墨田區 |
| 606        | 向島出入口 |            |                        | 墨堤通                 | 6.2              | 銀座、新宿方向出入口                      | 墨田區 |
| 607        | 向島出入口 | 墨堤通     | 6.3                    | 三鄉、東北道方向出入口 |                  |                                           | 墨田區 |
| 609        | 堤通出入口 |            |                        |                        | 7.5              | 銀座、新宿方向出入口                      | 墨田區 |
| 610        | 堤通出入口 | 8.5        | 三鄉、東北道方向出入口 |                        |                  |                                           | 墨田區 |
| -          | 堀切JCT    |            |                        | 首都高速中央環狀線     | 9.5              |                                           | 葛飾區 |

## 历史
1959年8月18日，起於墨田區寺島町1丁目（現在的墨田區堤通，向島出入口），終至中央區日本橋兜町1丁目（江戶橋系統交流道）的6.24公里區間以「東京都市計畫都市高速道路」6號線通過都市計畫。當時計畫是經日本橋人形町、日本橋久松町、日本橋濱町至隅田川，但為了減少徵收民有地改經日本橋川上方及箱崎川跡填埋地。同時，連接9號深川線的箱崎系統交流道也規劃建設東京城市航空總站。1961年7月，隅田川左岸的箱涵基礎工程動工，東京奧運後正式展開興建工程。兩國系統交流道於1967年3月、箱崎系統交流道於1968年3月動工。1971年（昭和46年）3月21日，江戶橋系統交流道至向島出入口與7號小松川線開通。1980年（昭和55年）2月5日，連接9號深川線的箱崎系統交流道啟用。
6號向島線剩餘區間與中央環狀線、6號三鄉線的部分區間，也就是墨田區堤通1丁目（向島出入口）與足立區加平（加平出入口）、葛飾區四木（四木出入口）之間的7.7公里於1971年3月1日動工。1982年（昭和57年）3月30日，向島出入口至堀切系統交流道與中央環狀線堀切系統交流道至千住新橋出入口區間開通，6號向島線全線開通。

## 交通量
24小時交通量（台）　道路交通調查
| 區間                          | 平成17（2005）年度 | 平成22（2010）年度 | 平成27（2015）年度 |
| ----------------------------- | ------------------ | ------------------ | ------------------ |
| 江戶橋系統交流道 - 箱崎出入口 | 76,865             | 135,061            | 138,188            |
| 箱崎出入口 - 箱崎系統交流道   | 76,865             | 135,061            | 107,583            |
| 箱崎系統交流道 - 濱町出入口   | 76,865             | 110,024            | 111,024            |
| 濱町出入口 - 清洲橋出口       | 76,865             | 127,074            | 130,992            |
| 清洲橋出口 - 兩國系統交流道T  | 76,865             | 127,074            | 130,992            |
| 兩國系統交流道 - 駒形出入口   | 76,865             | 70,024             | 74,952             |
| 駒形出入口 - 向島出入口       | 76,865             | 69,032             | 68,739             |
| 向島出入口 - 堤通出入口       | 76,865             | 77,590             | 76,386             |
| 堤通出入口 - 堀切系統交流道   | 76,865             | 74,625             | 76,084             |

（來源：「平成22年度道路交通センサス （页面存档备份，存于）」・「平成27年度全国道路・街路交通情勢調査 （页面存档备份，存于）」（國土交通省網頁））
- 令和2年度預定實施的交通量調査因嚴重特殊傳染性肺炎的影響而延期[8]。

## 外部連結
- 首都高速道路株式會社 （页面存档备份，存于）